# William Dymant
William Dymant, né le 12 mars 1971 à Châlons-sur-Marne, est un footballeur puis entraîneur français. Il évolue au poste d'attaquant du milieu des années 1980 à la fin des années 1990.
Après des débuts à l'ASPTT Metz, il évolue au FC Metz puis rejoint l'Olympique Charleville-Mezières avant de terminer sa carrière professionnelle au Pau FC.
Devenu entraîneur, il dirige tout d'abord le Pau FC puis notamment le FC Marmande et le Tarbes PF.

## Biographie
William Dymant commence le football à l'âge de 6 ans au sein de l'ASPTT Metz. En 1986, il intègre le centre de formation du FC Metz puis retourne, en 1989 à l'ASPTT Metz. Il revient au FC Metz en 1991 et signe alors un contrat de stagiaire professionnel. Il fait ses débuts en équipe première lors de la trente-troisième journée du championnat face au Stade rennais. Titularisé au coup d'envoi par l'entraîneur Joël Muller, il est remplacé à la 77e minute de la rencontre par Yannick Stopyra.
Après deux saisons et six rencontres disputées, son contrat n'est pas renouvelé et il s'engage alors avec l'Olympique Charleville-Mezières, club de Division 2. Titulaire lors des trois premières saisons, il connaît, en 1996-1997, des problèmes à une cheville et ne dispute que onze rencontres de championnat,.
IL rejoint, en 1997, le Pau FC qui évolue en CFA. Il termine avec ses coéquipiers premier du groupe C et le club monte alors en National. Il met un terme à sa carrière sur une septième place dans ce championnat. Il rejoint alors l'encadrement technique du club palois et dirige pendant deux ans l'équipe réserve tout en occupant à partir de juin 2000, le poste d'entraîneur adjoint auprès de Joël Lopez.
En octobre 2000, il devient l'entraîneur principal du club palois et le club termine la saison à la quinzième place. Seizième les deux saisons suivantes, il est démis de ses fonctions en novembre 2003. En juillet 2004, il s'engage avec le FC Marmande, club de CFA2. En 2006, le club termine treizième du championnat et est relégué en Division d'honneur, il quitte alors le club.
Il rejoint en juillet 2007, le Tarbes PF, club évoluant également en Division d'honneur. En avril 2009, il est démis de ses fonctions par ses dirigeants avant une rencontre face au Toulouse Fontaines Club. Il retourne dans la région paloise et dirige l'Association sportive Mazères Uzos Rontignon en promotion d'honneur. Après deux saisons dans ce club, il retourne dans l'est de la France à Montigny-lès-Metz. Il occupe un poste d'employé municipal puis devient concessionnaire automobile et, en parallèle, dirige l'AS Montigny-lès-Metz, club de District. Sous ses ordres, le club connaît deux accessions consécutives et évolue en promotion d'honneur en fin de saison 2013,. Il est démis de son poste en février 2015 alors que le club est quatrième de son groupe de Promotion d'honneur.

## Statistiques
Le tableau ci-dessous résume les statistiques en match officiel de William Dymant durant sa carrière de joueur professionnel,.
| Saison                | Club                  | Championnat           | Championnat | Championnat | Coupe nationale | Coupe nationale | Coupe de la Ligue | Coupe de la Ligue | Total | Total |
| Saison                | Club                  | Division              | M.          | B.          | M.              | B.              | M.                | B.                | M.    | B.    |
| 1991-1992             | FC Metz               | Division 1            | 3           | 0           | -               | -               | -                 | -                 | 3     | 0     |
| 1992-1993             | FC Metz               | Division 1            | 3           | 0           | -               | -               | -                 | -                 | 3     | 0     |
| 1993-1994             | Olympique Charleville | Division 2            | 30          | 5           | 2               | 0               | -                 | -                 | 32    | 5     |
| 1994-1995             | Olympique Charleville | Division 2            | 33          | 6           | -               | -               | -                 | -                 | 33    | 6     |
| 1995-1996             | Olympique Charleville | Division 2            | 36          | 1           | -               | -               | 1                 | 0                 | 37    | 1     |
| 1996-1997             | Olympique Charleville | Division 2            | 11          | 0           | -               | -               | -                 | -                 | 11    | 0     |
| Total sur la carrière | Total sur la carrière | Total sur la carrière | 116         | 12          | 2               | 0               | 1                 | 0                 | 119   | 12    |